# 쓰치무쓰촌
쓰치무쓰촌(土睦村)은 지바현 나가라군·조세이군에 일찍이 존재했던 촌이다.

## 지리
- 현재의 무쓰자와정 동부에 해당한다.
- 마을 지역은 산이 많은 지형이다.

## 역사
- 1889년 4월 1일 - 정촌제 시행으로 나가라군 쓰치무쓰촌이 발족
- 1897년(明治30年)4월 1일 - 나가라군이 가미하부군과 합병하여 조세이군이 발족. 조세이군 쓰치무쓰촌이 됨.
- 1955년(昭和30年)7월 20일 - 쓰치무쓰촌이 조난정의 일부 및 이스미군 미즈사와촌과 합병하여 무쓰자와촌이 발족. 쓰치무쓰촌은 소멸.

## 인구
| 1891년 | 5,342 |
| 1930년 | 4,770 |
| 1950년 | 6,090 |

## 참고문헌
- 角川日本地名大辞典編纂委員会『角川日本地名大辞典 12 千葉県』、角川書店、1984年 ISBN 4-04-001120-1